# Natsuko Hara
Natsuko Hara (原 菜摘子, Hara Natsuko), née le 1er mars 1989, est une joueuse internationale de football japonaise.

## Biographie
Le 13 janvier 2010, elle fait ses débuts dans l'équipe nationale japonaise contre l'équipe du Danemark. Elle compte 2 sélections en équipe nationale du Japon.

## Statistiques
Le tableau ci-dessous présente les statistiques de Natsuko Hara en équipe nationale
| Équipe du Japon | Équipe du Japon | Équipe du Japon |
| Année           | Matchs          | Buts            |
| --------------- | --------------- | --------------- |
| 2010            | 2               | 0               |
| Total           | 2               | 0               |